# Vontae Davis
Vontae Ottis Davis (Washington, 27 maggio 1988 – Southwest Ranches, 1º aprile 2024) è stato un giocatore di football americano statunitense che militò nel ruolo di cornerback nella National Football League (NFL).
Fu scelto nel corso del primo giro (25º assoluto) del Draft NFL 2009 dai Miami Dolphins. Al college giocò a football all'Università dell'Illinois.

## Carriera professionistica

### Miami Dolphins
Al draft NFL 2009, Davis fu selezionato come 25ª scelta assoluta dai Dolphins, firmando un contratto di 5 anni con 7 milioni di dollari garantiti. Debuttò nella NFL il 13 settembre 2009 contro gli Atlanta Falcons indossando la maglia numero 21.
Nella stagione 2011 saltò 4 partite per un infortunio al muscolo posteriore della coscia.

### Indianapolis Colts
Il 26 agosto 2012, Davis fu scambiato con gli Indianapolis Colts in cambio di una scelta del secondo e una del sesto giro del Draft NFL 2013. L'11 marzo 2014 firmò un rinnovo contrattuale di quattro anni per un valore di 39 milioni di dollari, 20 milioni dei quali garantiti. La sua stagione si chiuse con 42 tackle, 4 intercetti e guidando la NFL con 23 passaggi deviati, venendo convocato per il primo Pro Bowl in carriera e inserito al 59º posto nella NFL Top 100, la classifica dei cento migliori giocatori della stagione.
Nel 2015 Davis fu nuovamente convocato per il Pro Bowl in sostituzione di Chris Harris, impegnato nel Super Bowl 50.

### Buffalo Bills
Il 26 febbraio 2018 Davis firmò un accordo di un anno con Buffalo Bills del valore di 5 milioni di dollari, 3,5 milioni dei quali garantiti. Il 16 settembre 2018, durante l'intervallo della gara contro i Los Angeles Chargers, Davis abbandonò a sorpresa gli spogliatoi. Dopo la fine della partita il giocatore diffuse un comunicato confermante il suo ritiro dalla NFL motivandolo con l'incapacità di sopportare lo sforzo fisico richiesto per giocare ad alti livelli in NFL.

## Palmarès
- Convocazioni al Pro Bowl: 2

2014, 2015
- PFWA All-Rookie Team - 2009